# EGM96

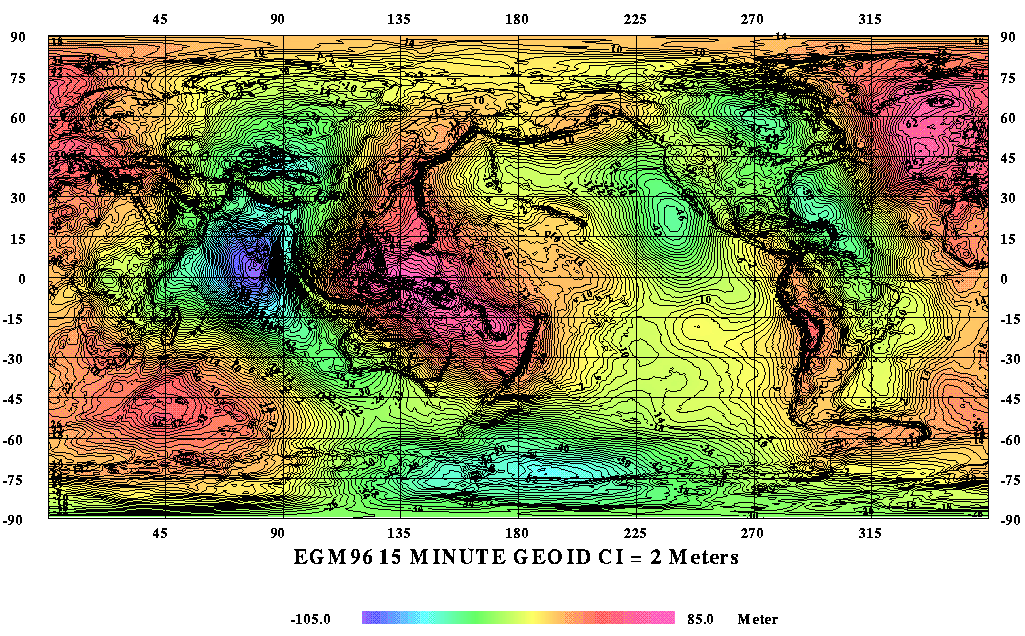
Il geoide EGM96 elaborato dal NIMA

L'EGM96 (sigla di Earth Geopotential Model 1996) è un modello geopotenziale della superficie terrestre costituito da una somma di armoniche sferiche fino al 360º ordine e grado. È una soluzione composta dalle soluzioni di un insieme di equazioni differenziali, formata da:
1. una soluzione combinata del 70º ordine e grado;
2. una soluzione diagonale a blocchi dal grado 71° fino al 359°;
3. la soluzione di quadratura per il grado 360°.

Questo modello è il risultato di una collaborazione tra la National Imagery and Mapping Agency (NIMA), il Goddard Space Flight Center  della NASA e l'Ohio State University.

## Descrizione
Nella preparazione della mappa con risoluzione 30'x30' delle anomalie di gravità, oltre ai valori utilizzati nei precedenti modelli, è stata assemblata una nuova base di dati topografica di tutte le fonti disponibili.
La base di dati è stata poi utilizzata per il riempimento isostatico della parte di globo non coperta dai dati (circa il 3% del totale). Il modello EGM96 è stato utilizzato come riferimento geodetico per aggiornare il WGS84.
Per il calcolo del modello sono state usate le armoniche sferiche. Queste funzioni vengono generalmente indicate con la notazione
{\displaystyle Y_{l}^{m}(\theta ,\phi )}
Esse rappresentano una porzione angolare della soluzione dell'equazione di Laplace in coordinate sferiche, senza simmetria azimutale. Tali armoniche sono definite dalla seguente relazione in termini di polinomi di Legendre associati, di solito indicati con {\displaystyle P_{l}^{m}(z)}: 
{\displaystyle Y_{l}^{m}(\theta ,\phi )={\sqrt {{\frac {2l+1}{4\pi }}{\frac {(l-m)!}{(l+m)!}}}}P_{l}^{m}(\cos \theta )e^{i\phi }}
dove {\displaystyle P_{l}^{m}(z)} è il polinomio di Legendre associato,
ossia 
{\displaystyle P_{l}^{m}(z)={\frac {(-1)^{m}}{2^{l}l!}}(1-z^{2})^{m/2}{\frac {d^{l+m}}{dz^{l+m}}}(z^{2}-1)^{l}}
con l intero positivo e {\displaystyle m=0,1,\ldots ,l}.

### Disponibilità
Il NIMA fornisce, nel suo sito web, un file di dati (Geoid Height File) e uno di coefficienti di correzione, corrispondenti ad una griglia di valori puntiformi spaziati di 0,25 gradi in latitudine e longitudine, ricavati dal modello geopotenziale EGM96 di grado e ordine 360.
Questo si basa sull'ellissoide di riferimento WGS84 ottenuto applicando le seguenti costanti:
- semiasse maggiore dell'ellissoide WGS84 {\displaystyle a=6378137{,}0\,m}
- schiacciamento dell'ellissoide WGS84 {\displaystyle f=1{,}0/298{,}2572235630}
- costante gravitazionale terrestre, atmosfera terrestre inclusa {\displaystyle GM=0{,}3986004418\times {\textrm {10}}^{15}\,m^{3}s^{-2}}
- velocità angolare della Terra {\displaystyle \omega =7292115\times 10^{-11}\,rad\cdot s^{-1}}

Inoltre, il NIMA fornisce anche codice in Fortran per l'estrapolazione dei dati.

### Accuratezza
La precisione dell'EGM corrisponde ad una risoluzione spaziale di circa 55 km all'equatore. Per l'accuratezza del segnale, la deviazione standard totale è di circa 40 cm. Tuttavia la qualità del modello non è omogenea, in quanto esistono aree (3% circa) di cui mancano i dati
relativi al campo gravitazionale: in queste zone, l'errore del geoide può essere di alcuni metri. In particolare, alcuni studi hanno evidenziato che il modello EGM96 a volte assume una stima dell'errore troppo ottimistica, soprattutto nell'Oceano Atlantico settentrionale.
Va comunque detto che non esiste "il" geoide EGM96, bensì una serie infinita di superfici equipotenziali di
gravità, tra cui va scelto poi il valore di riferimento, cioè la superficie effettiva del geoide.
Per poter selezionare esattamente tale riferimento è necessario:
1. scegliere una superficie normale di gravità (l'ellissoide di riferimento)
2. scegliere il livello che corrisponde all'altezza del geoide
3. conoscere a quale sistema permanente di maree corrisponde il geoide
4. conoscere come il campo agisce all'interno delle masse topografiche.

Tali fattori sono solitamente incorporati in una griglia di coefficienti di correzione, che vanno sommati al calcolo del potenziale desunto dalle sole armoniche sferiche.